# Reformkleidung

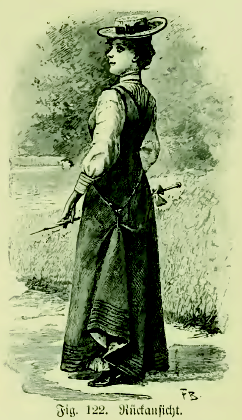
Reformkleid (aus: Die Frau als Hausärztin, 1911)

Reformkleidung ist der zusammenfassende Oberbegriff für Varianten der üblichen weiblichen oder männlichen Kleidung, die ab Mitte des 19. Jahrhunderts im Zuge der sogenannten Lebensreform aus gesundheitlichen oder emanzipatorischen Gründen propagiert wurden.
Die reformierte Kleidung für Frauen sollte es Frauen ermöglichen, sich freier zu bewegen und aktiv am Arbeitsleben teilzunehmen, indem sie hinderliche und einengende Elemente beseitigte. Unterstützt wurde die Reformbewegung durch einige Mediziner, die schon im späten 18. Jahrhundert das Korsett als äußerst gesundheitsschädlich gebrandmarkt hatten und z. B. eine Aufhängung der Kleidung an den für belastbarer gehaltenen Schultern bzw. am ganzen Torso (anstatt wie bisher an der Taille) forderten.
Einer der ersten Vorläufer der Reformkleidung war um 1850 das in den USA aufgekommene Bloomer-Kostüm, das ein starkes Presseecho hervorrief und von etlichen Frauenrechtlerinnen getragen wurde, sich aber wegen des öffentlichen Widerstands nicht durchsetzte. In den USA wurden in den folgenden Jahrzehnten weitere Reformversuche unternommen, und auch in europäischen Ländern entstanden Reformbewegungen.

## USA und England

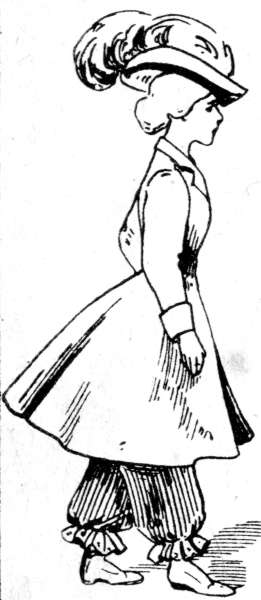
Bloomer-Kostüm, 1851

Die erste Organisation der Kleiderreformer war die National Dress Reform Association, die im Februar 1856 in Seneca Falls gegründet wurde. Wegweisend war das Buch der Engländerin Roxey Ann Caplin mit dem Titel Health and Beauty, or, Women and her Clothing, das 1860 erschien. Caplin hatte vorher anatomisch angepasste Korsetts entwickelt und wies in ihrem Werk auf Gesundheitsschäden durch zu enges Schnüren hin. Ende der 1860er Jahre engagierte sich die Amerikanerin Marie M. Jones für die Einführung von Hosenkostümen, die sie selbst entworfen hatte; sie bezeichnete die damals übliche weibliche Kleidung als geschlechtsspezifische Benachteiligung. Allerdings gab sie ihre Idee auf Grund des permanenten öffentlichen Spotts bald wieder auf. Um 1870 entstanden in allen US-Bundesstaaten Vereine zur Förderung „vernünftiger Kleidung“.
In England begann die Reformbewegung offiziell im Mai 1881 mit der Gründung der Rational Dress Society. Sie wurde unterstützt durch die bereits bestehende National Health Society. Die Frage, ob das anzustrebende Reformziel die Frauenhose sei oder lediglich ein modifiziertes Kleid, entzweite die Organisation. Dennoch fand 1883 in London eine große Ausstellung mit Reformentwürfen statt, an der beide Flügel teilnahmen. Um 1888 näherten sich die Lager wieder an und einigten sich nun auf ein Hosenrock-Kostüm.

## Deutschland

Anna Muthesius: Das Eigenkleid der Frau, 1903

Im September 1896 wurde auf dem internationalen Berliner Frauenkongress das Thema Frauenkleidung in Deutschland erstmals öffentlich diskutiert. Schon zwei Wochen später wurde der Verein zur Verbesserung der Frauenkleidung gegründet. Seine erste Ausstellung fand im April 1897 in Berlin statt. 35 Hersteller hatten Reformvorschläge eingereicht. Seit 1899 gab es in der Hauptstadt sogar eine Dauerausstellung mit Modellen „verbesserter Frauenkleidung“. Dass die Hose für Frauen zu diesem Zeitpunkt keine öffentliche Zustimmung finden würde, war den Reformern nach den Erfahrungen in den USA und England klar. Heinrich Pudor, Autor des Buches Die Reformkleidung. Ein Beitrag zur Philosophie, Hygiene und Ästhetik des Kleides (1903) kritisierte den Verein denn auch, er sei nicht „radikal“ genug. Er schreibt in seinem Buch: „Mag sein, daß der nach unten offene Rock nach irgend welcher Beziehung doch Anklänge an den Bau des weiblichen Körpers aufweist, aber den Formen des menschlichen Körpers, der gabelförmig auf der Erde steht, nicht aber tonnenartig, wird er nicht im entferntesten gerecht.“

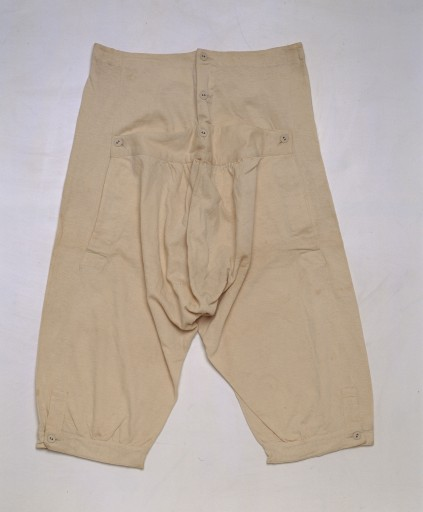
Der Reformkleidung zugerechnete Damenunterhose aus Baumwolle und dehnbarem Trikotstoff, gefertigt um 1900

Im Bereich der Unterwäsche hingegen war die Reformbereitschaft recht groß. Das im Schritt offene Beinkleid und der Anstandsrock wurden schon um 1878 durch das geschlossene Reformbeinkleid und das Hemdbeinkleid abgelöst und die Zahl der Unterröcke auf einen reduziert. Zunehmende sportliche Betätigung von Frauen förderte die Reformkleidung, da bodenlange Röcke und Korsetts ganz eindeutig nicht zum Radfahren, Tennis oder zur Gymnastik taugten. Hosenkostüme für sportliche Aktivitäten wurden daher schon vor 1900 weitgehend akzeptiert. Im Bereich der Oberbekleidung wurde das Hauskleid mit hoher Empiretaille allerdings eher zögerlich aufgenommen.
1902 spaltete sich der Reformverein zunächst auf, um 1907 wieder zusammenzufinden. Seit 1912 nannte sich der Verein Deutscher Verband für Neue Frauenkleidung und Frauenkultur (heute Deutscher Verband Frau und Kultur).
Zwischen 1910 und 1915 wirkten mehrere Faktoren zusammen, die eine korsettlose Mode durchsetzten, allerdings noch nicht die Frauenhose. Politische Faktoren waren die erstarkende Frauenbewegung, die etwa um diese Zeit in vielen Ländern das Frauenwahlrecht durchsetzte, und der Erste Weltkrieg, der dazu führte, dass mangels männlicher Arbeitskräfte mehr Frauen zur Berufstätigkeit genötigt wurden.
Nach 1900 entwarfen Modeschöpfer wie Paul Poiret erste korsettlose Gewänder. Das um 1910 in Paris lancierte Hosenkleid konnte sich aber nicht durchsetzen.
Gleichzeitig erhielt die Reformbewegung durch Künstler, die sich der „natürlichen Form“ verpflichtet fühlten, Unterstützung. 1900 wurden namhafte Künstler wie Henry van de Velde zum Deutschen Schneidertag eingeladen, um ihre Entwürfe für Reformkleidung auszustellen. Die ersten Modelle waren betont taillenlos, also sackartig („Reformsack“) und fanden bei Frauen wenig Anklang. Neben van de Velde leisteten besonders Anna Muthesius und Paul Schultze-Naumburg Beiträge zu einer künstlerisch inspirierten Reform der weiblichen Kleidung, die als Gegenentwurf zum Modediktat von der Trägerin selbst entworfen werden sollte („Eigenkleid“).

## Designerinnen und Designer von Reformkleidung (Auswahl)
- Gunda Beeg
- Lilli Behrens
- Amelia Bloomer
- Margarethe von Brauchitsch
- Hedwig Buschmann
- Roxey Ann Caplin
- Mechthild Czapek-Buschmann
- Marie von Geldern-Egmond
- Gustav Jäger
- Annie Jenness Miller
- Augusta Lundin (mit Hanna Winge)
- Margaret MacDonald Mackintosh
- Berhardina Midderigh-Bokhorst
- Clara Möller-Coburg
- Alfred Mohrbutter
- Anna Muthesius
- Else Oppler-Legband
- Paul Poiret
- Else Raydt
- Emmy Schoch
- Paul Schultze-Naumburg
- Walter Schulze
- Maria und Henry van de Velde
- Fia Wille

## Motive der Reformer

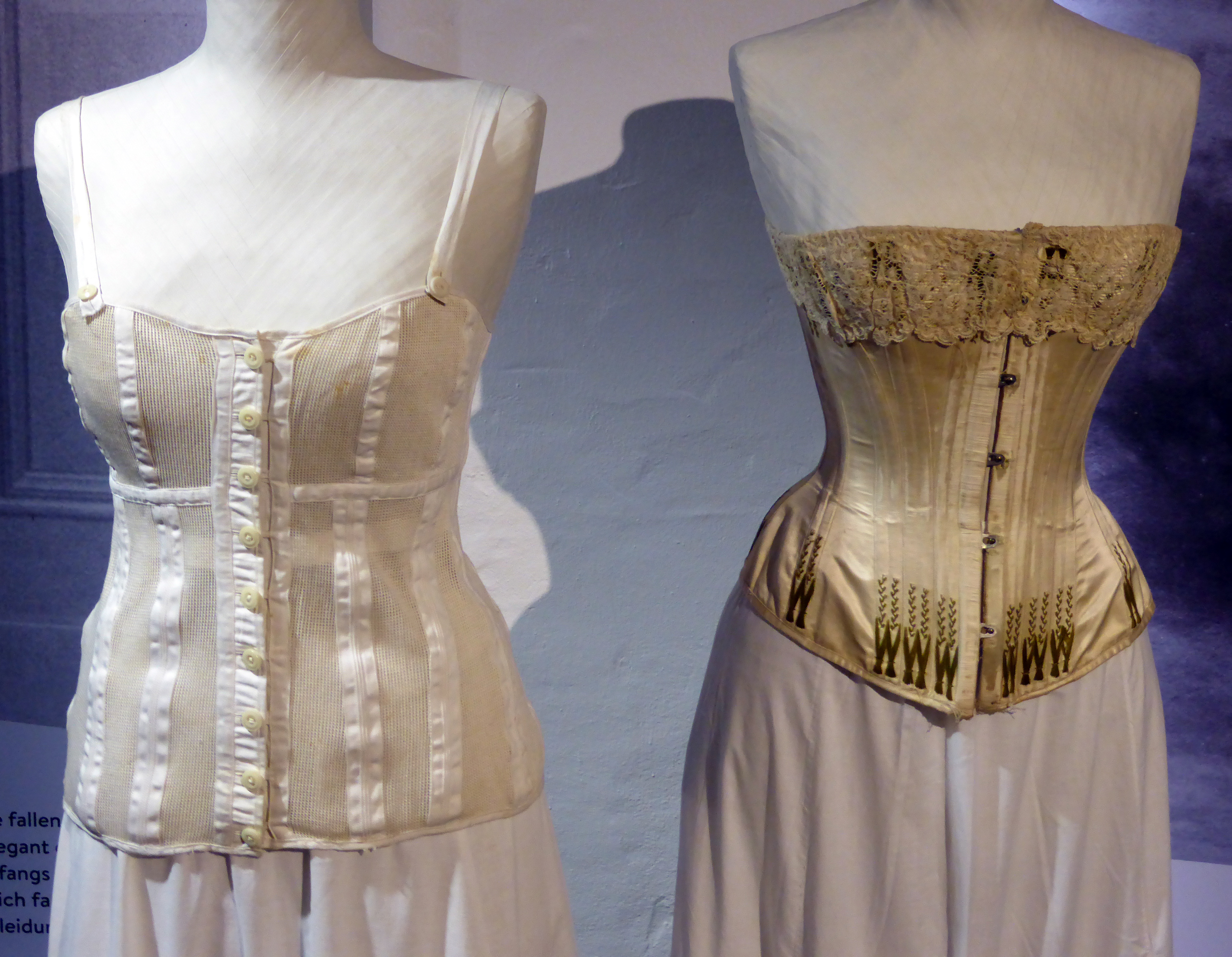
Reformkorsett um 1910 (links); Korsett um 1890 (rechts)

Für die Frauen, die sich für eine Reform der weiblichen Kleidung einsetzten, stand zweifellos das Interesse an größerer Bewegungsfreiheit und Bequemlichkeit im Vordergrund. Für Mediziner waren drohende Gesundheitsschäden durch das Tragen des Korsetts entscheidend. Die Motive anderer männlicher Mitstreiter sind differenziert zu sehen; nicht in jedem Fall ging es ihnen um Emanzipation. Der Publizist Heinrich Pudor, der auch unter dem Pseudonym Heinrich Scham veröffentlichte, war ein Lebensreformer mit völkisch-nationalistischen Ansichten. Er lehnte das Korsett allein deshalb ab, weil es in seinen Augen das typische Kleidungsstück von Prostituierten war und daher von „anständigen Frauen“ nicht getragen werden dürfe. Pudor war einer der Pioniere der Freikörperkultur. Nacktheit galt als Form der Reinheit, während bestimmte Kleidungsstücke als unrein und unsittlich galten.

## Galerie

Modell eines Hauskleids mit hochknöpfbarem Rock und Beinkleid, entworfen 1883
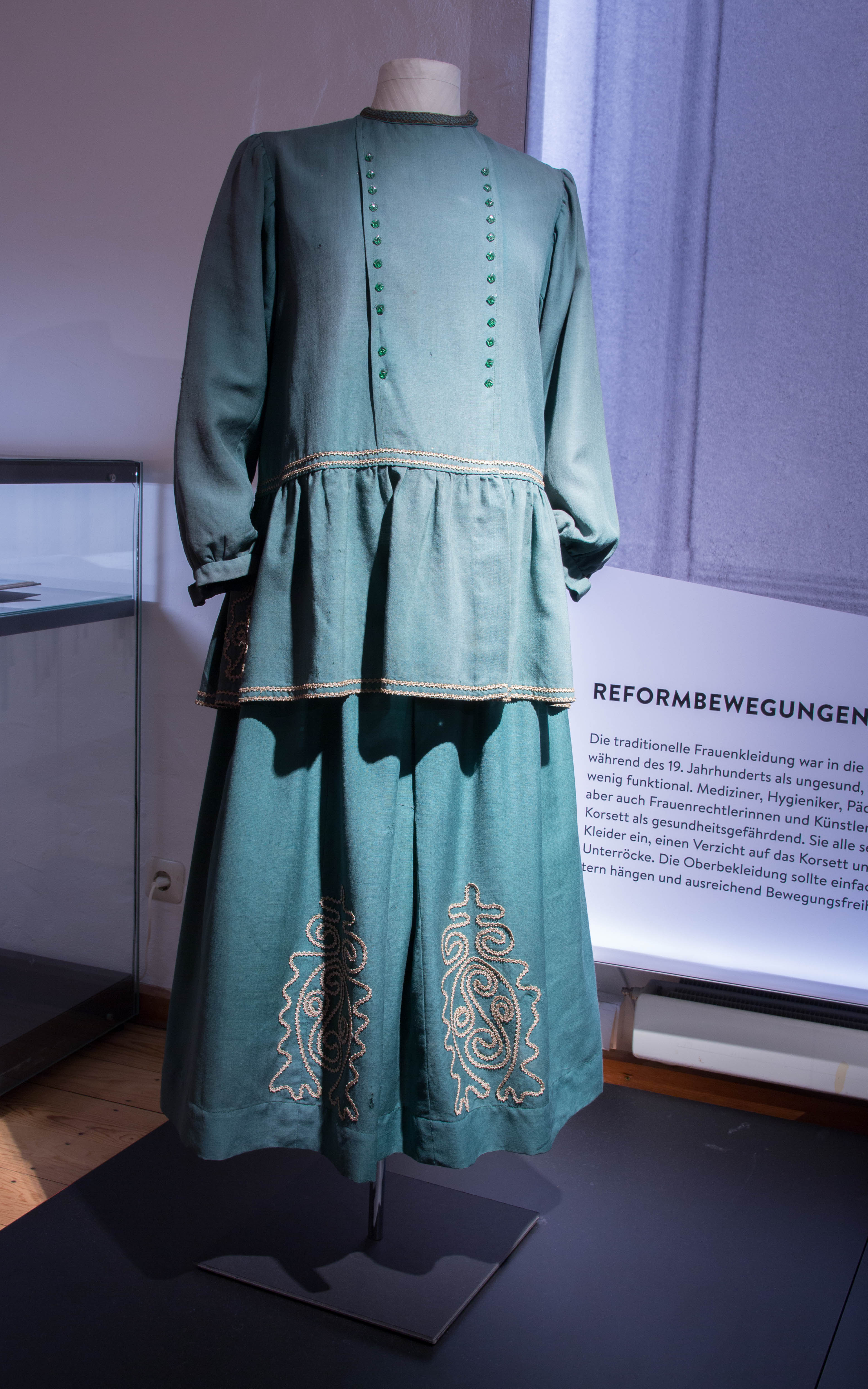
Kleid der Reformbewegung, in der Textilfabrik Cromford
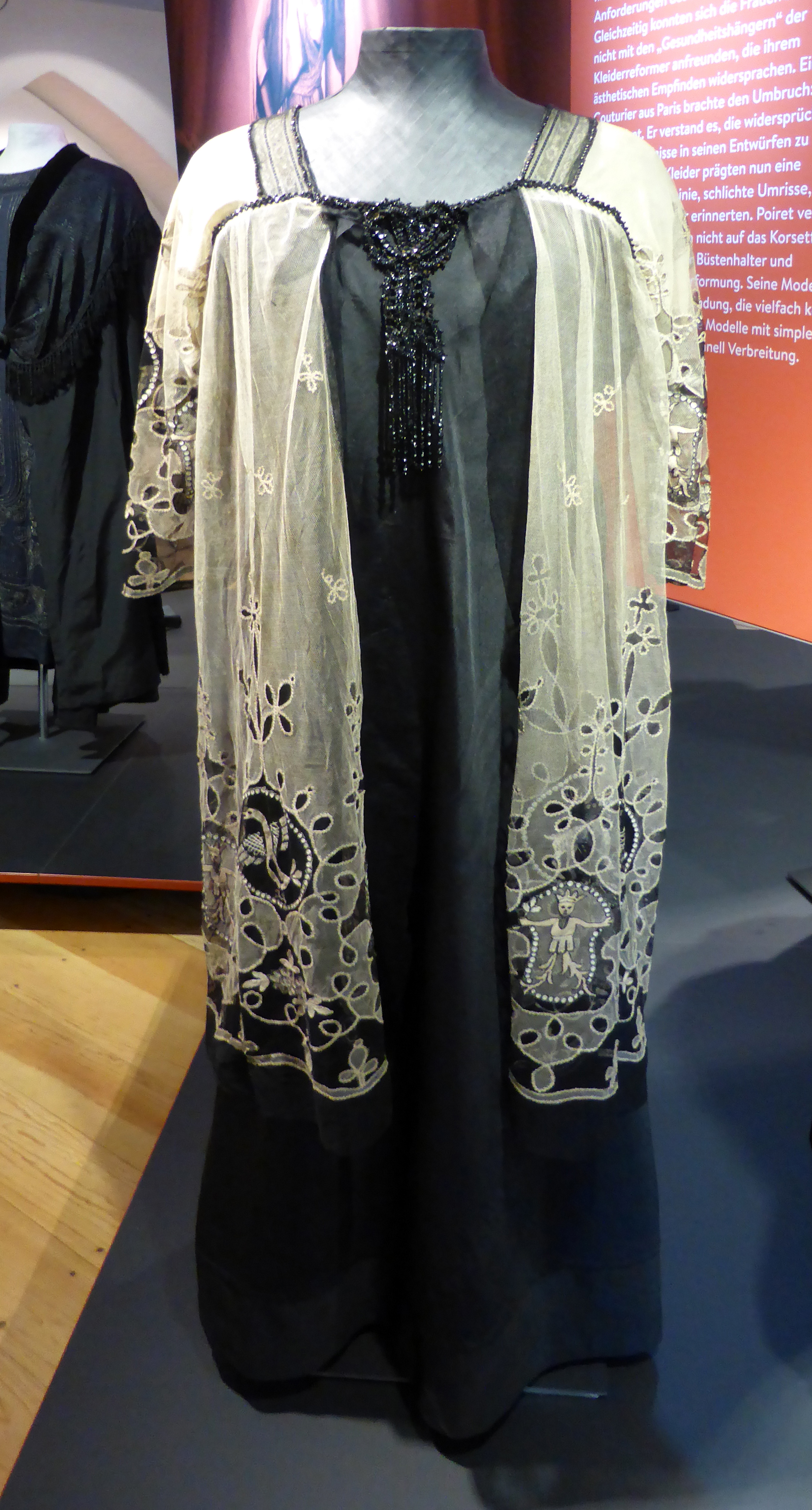
Reformkleid mit hellem, bestickten Tüll und Jetperlenbesatz um 1910
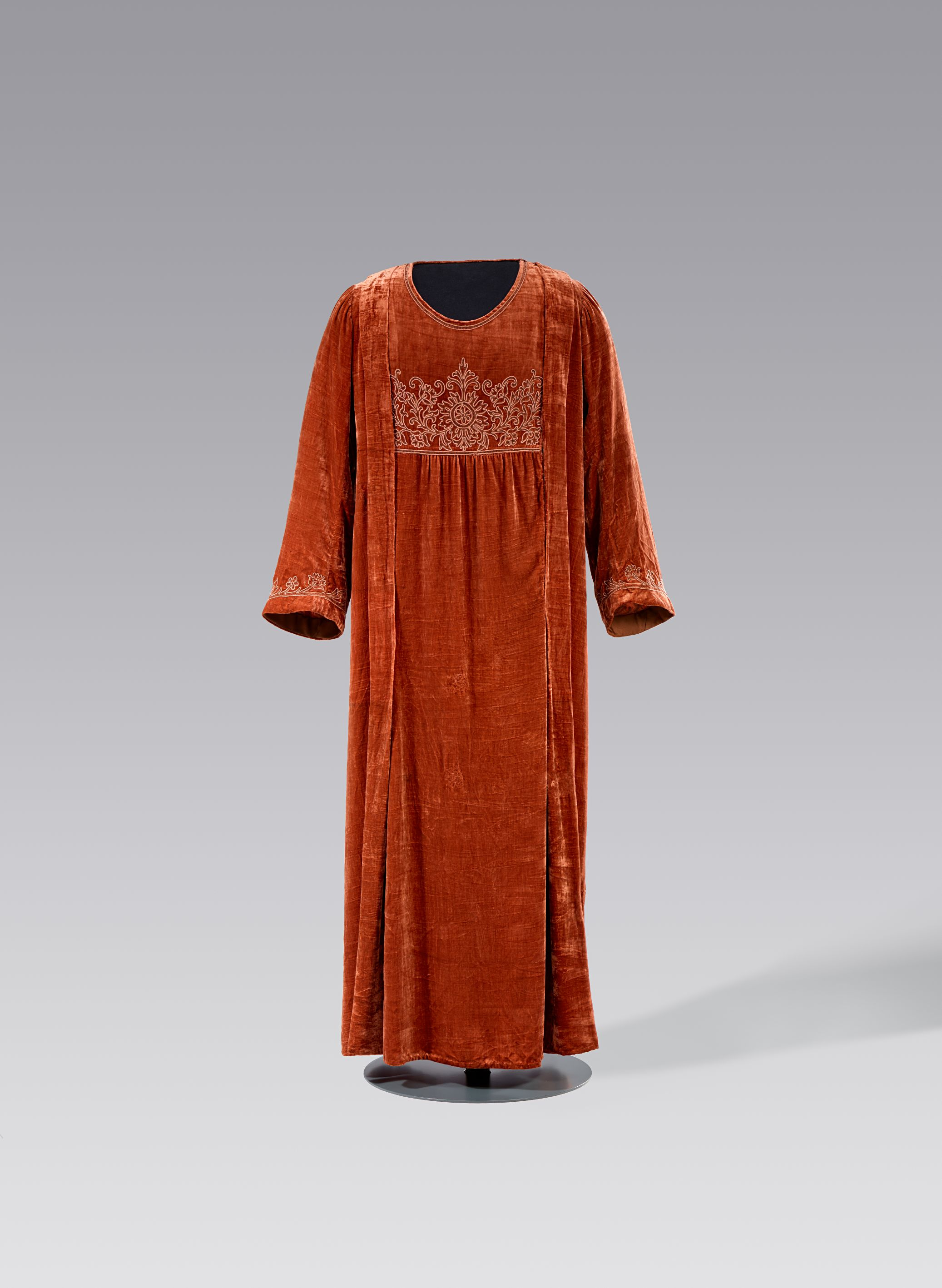
Reformkleid aus rotbraunen Samt, um 1910